# مقاطعة هنري (إنديانا)
مقاطعة هنري (بالإنجليزية: Henry County, Indiana)‏ هي إحدى مقاطعات ولاية إنديانا في الولايات المتحدة. تأسست سنة 1822، بلغ عدد سكانها 49462 نسمة في عام 2010 حسب إحصاء مكتب تعداد الولايات المتحدة وتصل الكثافة السكانية فيها 48.6 نسمة/كم2.

## أعلام
- دالي واترس
- كليفورد م هاردن
- آرثر كالفن ميليتي
- رالف هارفي

## وصلات خارجية
- United States Counties